# San Buenaventura (Bolivia)
San Buenaventura es un municipio de la provincia de Iturralde del departamento de La Paz, en Bolivia. Tiene una población de 8.711 habitantes (según el Censo INE 2012). Es una de las entradas al parque nacional Madidi.
El municipio posee una extensión superficial de 2.834 km² y una densidad de población de 3,07 hab/km² (habitante por kilómetro cuadrado).
Se sitúa en el margen izquiero del río Beni, frente a la localidad de Rurrenabaque en el departamento del Beni.

## Historia
El área del Madidi forma parte de una región que históricamente estuvo habitada por diversos grupos étnicos, asentados en la zona desde la época prehispana, algunos de los cuales están emparentadas con las familias lingüísticas arawak, como los tacana y araona. San Buenaventura nació en 1680 como una de las diez misiones que crearon los curas franciscanos durante la colonización española.
En el siglo XVIII San Buenaventura fue el puerto por donde se hicieron todas las comunicaciones entre la región de Caupolicán y las misiones de Moxos.
Tras una disputa territorial con la misión de los jesuitas, fue refundad oficialmente por el reverendo franciscano Jesualdo Marchetti, el 14 de julio de 1862.
Por otra parte, la actividad misionera produjo cambios en la organización espacial, social y productiva de los pueblos indígenas, al introducir nuevos conceptos religiosos, del trabajo y de la producción, dando lugar a un sincretismo religioso y a una economía que combinaba las actividades tradicionales con la vinculación al mercado. Si bien estos cambios transformaron a la sociedad indígena, su cosmovisión y sistemas de vida se mantuvieron.
A fines del siglo XIX San Buenaventura era todavía un puerto muy frecuentado por los neófitos de las misiones de Mosetenes y Moxos y por los indígenas tacanas.

## Geografía
La localidad de San Buenaventura es capital del municipio del mismo nombre en la provincia de Iturralde del departamento de La Paz. Se encuentra a una altitud de 200 m s. n. m. El código INE es el 21602. La localidad de San Buenaventura tiene una superficie aproximada de 200 hectáreas. 
La localidad de San Buenaventura limita con las siguientes jurisdicciones territoriales:
- Al norte con la Comunidad Capaina
- Al sur con la Comunidad Villa Alcira
- Al este con el Parque y Área Natural de Manejo integral Madidi
- Al oeste con el río Beni

Latitud y longitud
- 14°26′20″ de latitud sur
- 67°32′12″ de longitud oeste
- En coordenadas C.U.T.M. WGS 84: Este: 19K657814; Norte: 8403289
- 14°26′20″S 67°32′12″O / -14.43889, -67.53667

## Clima
El clima predominante es cálido pero benigno. La temperatura media anual es de 26 °C con una humedad relativa del 80%. La zona se caracteriza por tener temperaturas altas mayores a 35 °C, y frentes fríos (sures) entre los meses de marzo a junio con temperaturas hasta menos de 10 °C. 
El período de lluvias se concentra entre noviembre y abril, por lo que existe un alto grado de humedad, con una precipitación media anual de 1927 mm.

## Altitud
La localidad de San Buenaventura se encuentra localizada en los llanos del departamento de La Paz, a una altitud de 200 m s. n. m.

## Relieve topográfico
La configuración del relieve topográfico de la zona de la ciudad presenta varios tipos: serranías, pie de monte y llanuras, con pendientes que varían desde 10 a 25%. Los accidentes  geográficos en la localidad de San Buenaventura, se deben especialmente a que el monte y la selva, cubren la mayor parte del terreno. Se tiene mucha vegetación típica del trópico del norte paceño.

## Demografía

### Población del municipio
De acuerdo con el censo boliviano de 2024, la población del municipio de San Buenaventura es de 10 115 habitantes.
La población del municipio aumentó más del doble entre 1992 y 2024:
| Año  | Habitantes (municipio) | Fuente                  |
| ---- | ---------------------- | ----------------------- |
| 1992 | 4 608                  | Censo boliviano de 1992 |
| 2001 | 6 203                  | Censo boliviano de 2001 |
| 2012 | 8 711                  | Censo boliviano de 2012 |
| 2024 | 10.115                 | Censo boliviano de 2024 |

Según el censo poblacional realizado en 2012, se tenía una población permanente total de 4.664 habitantes, distribuida en 1.014 familias, con un promedio de 4,6 hab/familia. Siendo la composición de la población por sexo según los datos consolidados, se establece que del total de habitantes es 1014 y corresponde a 525 hombres  y 489 son mujeres, representando un 52 % de hombres, y 48 % de mujeres respectivamente. 
La distribución etáres de la población es la siguienteː
- 11,3 Niños menores de 5 años
- 29,2 Jóvenes y estudiantes (5 - 19 años)
- 53,4 Adultos (20 - 59 años)
- 06,1 Adulto mayores de 60 años

### Distribución territorial
La localidad de San Buenaventura, tiene una superficie aproximada de 200 ha. Considerando un población actual de 4.664 habitantes, se tiene una densidad de 23.3 hab/ha.

### Estabilidad poblacional
La estabilidad poblacional no es uniforme, pues los parámetros que la definen: el crecimiento, la migración, inmigración la fecundidad y la mortalidad intervienen con distintos grados de intensidad y de manera diferenciada.  Los indicadores de pobreza colocan al departamento en una situación intermedia,  es reflejo de las condiciones de vida de la población, sensible a cambios debido a las acciones de la salud, alimentación, educación, mejoramiento de las viviendas y otros. 
La estabilidad está  sustentada por el ingreso económico que el jefe de familia genera apoyada en la agricultura, por tanto el movimiento poblacional es más interno por ello las personas emigra temporalmente a sus terrenos de cultivo que están distribuidos en la zona; del cual son oriundos la mayor parte de las familias actualmente asentadas en San Buenaventura; cuando es tiempo de siembra y cosecha de arroz. El 95% de las personas ha residido  en el municipio de forma permanente en los últimos 5 años.
Migración. La dinámica poblacional de la localidad de San Buenaventura, se desarrolla principalmente en función a las actividades agrícolas y ganadera (esta última en menor escala), las actividades agrícolas que en épocas de siembra y cosecha exige la participación de los miembros de la familia. El flujo migratorio se realiza en la misma región, sobre todo al entorno del municipio y en menor número de personas, que emigran temporalmente a las principales ciudades del departamento de La Paz y otras ciudades del país, para dedicarse a diferentes rubros sobre todo insertándose a la economía informal, luego retornan a la localidad para dedicarse nuevamente a sus actividades domésticas.
Inmigración. Según Datos del Plan de Desarrollo Municipal (PDM. 2008 - 2012), el crecimiento de la población del municipio de San Buenaventura, se debe a masivos flujos poblacionales, provenientes de otros distritos del estado plurinacional, tales como Potosí, Chuquisaca, Oruro, Cochabamba, La Paz y Beni, desde donde inmigran con sus familias, en busca de mejores perspectivas de vida, empleo e ingresos. El 73% del flujo de inmigración es de una comunidad a otra, el 19% de las comunidades a las ciudades y tan solo el 8% se dirigen desde las ciudades hacia las comunidades. El flujo de inmigración entre comunidades cercanas, se da por la búsqueda de mayor acceso a diferentes recursos naturales, principalmente suelo.

## Características socioculturales

### Origen étnico
La población de San Buenaventura se autoidentifica como un pueblo indígena u originario aproximadamente el 54 %, y la población restante 46 % se constituye en la población criolla y mestiza. 
De la población originaria la etnia más representativa es la tacana, con el 29 % de la población, los quechuas con el 16% y los aymaras con el 9 %; estos dos últimos son población migrantes provenientes de los departamentos del occidente del país (Potosí, Oruro y La Paz) .

### Idioma
Actualmente el idioma dominante en el municipio es el castellano 86.8 %, en segundo lugar son el tacana, pobladores que habitan en el excantón de Tumupasa y el Esse Eja en la comunidad de Eyiyoquibo, población ubicada en el municipio de San Buenaventura, siendo el 2.6 %. Por otra parte los otros idiomas que son hablados, lo son por los emigrantes que llegaron a la región a colonizar los quechuas y aimaras de los departamentos como Potosí, Cochabamba, Chuquisaca y la región andina de La Paz.

## Actividades productivas
Las principales actividades productivas desarrolladas por las familias de San Buenaventura son: la agricultura, ganadería, explotación de la madera, pesca, caza, apicultura y comercio en poca escala; siendo la base de los ingresos familiares y su alimentación. Y en este último tiempo el turismo se ha convertido en un dinamizador económico. Por ello, las familias se constituyen en unidad de producción y de consumo, cuyos recursos son la mano de obra familiar, la tierra y los recursos naturales. 
Las tierras están distribuidas para el uso agrícola y ganadera y una gran parte están cubiertas por el monte y barbechos (forestados).
La propiedad de las tierras de la población, es de origen comunitario, una parte de las tierras están ocupadas por etnias de la región, por ejemplo los  Esse Eja, quienes adquieren las tierras por herencia. En el caso de los colonizadores, sus tierras han sido adquiridas mediante dotaciones, finalmente hay tierras concedidas a empresas madereras.

### Agricultura
El trabajo se base en la organización de la familia, la mayor parte de las labores agrícolas es desarrollada equitativamente tanto por hombres como mujeres y los hijos. En algunos casos se requiere el apoyo de los vecinos o la contratación de mano de obra especialmente en las labores de: roza, tumba, quema, siembra y cosecha sobre todo de arroz.
Los productos principales en orden de importancia son: arroz, maíz, yuca, plátano, cítricos (naranja, limón y toronja), frijol, verduras y hortalizas, camote, cacao y caña de azúcar. Por las características topográficas y climáticas del municipio, se puede producir una gran variedad de cultivos, en mayor grado el municipio es mono productor en tres cultivos, como el arroz, maíz y el plátano. 
La mayoría de las familias de la población se dedican a esta actividad con mayor frecuencia e intensidad. La agricultura es básicamente una actividad de subsistencia de las familias, ya que la mayor parte de la producción es destinada al autoconsumo. 
Las herramientas utilizadas en la actividad agrícola son: sembradora manual, cosechadora manual (osa); en algunas familias cuentan con tractores comunales para el traslado de los productos y preparación de terrenos. La actividad agrícola se la puede definir de tipo itinerante por la aplicación del sistema de rozado, tumbado y quemado. La energía o tracción utilizada en la agricultura proviene básicamente del trabajo humano, por lo que las labores agrícolas, en su mayoría son manuales.
Considerando la riqueza vegetal y forestal de la región, se puede afirmar que las tierras del municipio son productivas y fértiles para algún tipo de cultivo, la superficie cultivada por las familias de la población es de 3 a 10 hectáreas, solo utiliza un promedio de 5 hectáreas, es decir, que el restante corresponde a tierras con vegetación fértil y/o son  pastizales para el ganado vacuno .

### Actividad pecuaria
La actividad pecuaria es una actividad complementaria a la agricultura, al igual que la actividad agrícola la organización de la fuerza de trabajo  está basada en la unidad familiar manejado por el hombre, la mujer y los hijos. 
En las comunidades del municipio existe producción ganadera en menor escala, para las familias que poseen ganado bovino, este juega un rol importante en los ingresos familiares, en algunos casos mucho más importante que la agricultura. A menudo se indica que la ganadería es una suerte de caja de ahorro porque a las familias les permite disponer de recursos monetarios en los momentos de mayor necesidad y urgencia, puesto que pueden vender sus animales con facilidad y en cualquier época del año. 
La ganadería y otros animales normalmente se alimentan de pastos y algunas especies forrajeras que se encuentran disponibles en las áreas de esta región, pero cuando estos animales son destinados a la venta se los expone y se los alimenta con la chala del maíz para una mejor dieta en si esto sería como un suplemento alimenticio. 
La crianza de aves de corral (gallinas sobre todo) es una actividad generalizada entre las familias de la población, siendo su destino principal el autoconsumo tanto de carne como de huevo. La venta de estos productos es eventual, En promedio las familias tienen entre 15 y 30 gallinas .

### Industria
Ingenio azucarero. Recientemente, en 2015 comenzó a operar el Ingenio Azucarero San Buenaventura, industrializando la producción local de caña de azúcar con una capacidad de  14.000 quintales por día.
Producción de madera.  El Complejo Productivo Integral de la Madera, es un programa financiado por la Unión Europea y por el Gobierno Nacional, abarca en Bolivia una buena parte del territorio, incluyendo a San Buenaventura.

## Fuente
Programa de Agua Potable y Saneamiento de Pequeñas Localidades y Comunidades Rurales de Bolivia. Desarrollado por el Gobierno Nacional en 2011-2012.